# Hochrohkopf
Hochrohkopf är en bergstopp i Österrike.   Den ligger i distriktet Feldkirch och förbundslandet Vorarlberg, i den västra delen av landet, 500 km väster om huvudstaden Wien. Toppen på Hochrohkopf är 1 975 meter över havet, eller 188 meter över den omgivande terrängen. Bredden vid basen är 2,4 km. Hochrohkopf ingår i Kanisfluh.
Terrängen runt Hochrohkopf är bergig åt sydost, men åt nordväst är den kuperad. Runt Hochrohkopf är det ganska glesbefolkat, med 47 invånare per kvadratkilometer.. Närmaste större samhälle är Dornbirn, 16,5 km norr om Hochrohkopf. 
Trakten runt Hochrohkopf består i huvudsak av gräsmarker.